# Wioślarstwo na Igrzyskach Azjatyckich 2014
Wioślarstwo na Igrzyskach Azjatyckich 2014 odbywało się w dniach 20–25 września 2014 roku. Rywalizacja odbywała się w Chungju Tangeum Lake International Rowing Center w Inczon w czternastu konkurencjach.

## Podsumowanie

### Klasyfikacja medalowa
| Klasyfikacja medalowa | Klasyfikacja medalowa | Klasyfikacja medalowa | Klasyfikacja medalowa | Klasyfikacja medalowa | Klasyfikacja medalowa |
| Miejsce               | państwo               | Złoto                 | Srebro                | Brąz                  | Razem                 |
| --------------------- | --------------------- | --------------------- | --------------------- | --------------------- | --------------------- |
| 1                     | Chiny                 | 9                     | 0                     | 1                     | 10                    |
| 2                     | Korea Południowa      | 2                     | 5                     | 0                     | 7                     |
| 3                     | Hongkong              | 1                     | 4                     | 0                     | 5                     |
| 4                     | Japonia               | 1                     | 2                     | 0                     | 3                     |
| 5                     | Iran                  | 1                     | 0                     | 3                     | 4                     |
| 6                     | Kazachstan            | 0                     | 1                     | 2                     | 3                     |
| =                     | Wietnam               | 0                     | 1                     | 2                     | 3                     |
| 8                     | Chińskie Tajpej       | 0                     | 1                     | 0                     | 1                     |
| 9                     | Indie                 | 0                     | 0                     | 3                     | 3                     |
| 10                    | Tajlandia             | 0                     | 0                     | 2                     | 2                     |
| 11                    | Indonezja             | 0                     | 0                     | 1                     | 1                     |
| Razem                 | Razem                 | 14                    | 14                    | 14                    | 42                    |

### Medaliści
| Konkurencja                   | 1. miejsce | 2. miejsce | 3. miejsce |
| Mężczyźni                     | Mężczyźni | Mężczyźni | Mężczyźni |
| ----------------------------- | --- | --- | --- |
| Jedynka                       | Mohsen Shadi | Kim Dong-yong | Sawarn Singh |
| Dwójka podwójna               | Chiny · Zhang Liang · Dai Jun | Chińskie Tajpej · Wang Ming-hui · Yu Tsung-wei | Iran · Seyedmojtaba Shojaei · Amir Rahnama |
| Czwórka podwójna              | Chiny · Ma Jian · Liu Zhiyu · Liu Dang · Zhang Quan                                                                                  | Korea Południowa · Kim In-won · Kim Hwi-gwan · Lee Seon-soo · Choi Do-sub                                                                               | Kazachstan · Witalij Wasiljew · Michaił Taskin · Jewgienij Wasiljew · Władisław Jakowlew                                                                      |
| Ósemka                        | Chiny · Cheng Xunman · Yang Dongdong · Zhao Longjie · Feng Jiahui · Ni Xulin · Liu Hang · Yang Zengxin · Li Dongjian · Zhang Shetian | Japonia · Yū Kataoka · Yūsuke Imai · Sumito Nakamura · Baku Hiraki · Mitsuo Nishimura · Kiyotaka Ito · Masato Kobayashi · Kenta Tadachi · Hiroki Sasano | Indie · Kapil Sharma · Ranjit Singh · Bajranglal Takhar · P. U. Robin · Sawan Kumar Kalkal · Azad Mohammed · Maninder Singh · Davinder Singh · Ahmed Mohammed |
| Jedynka wagi lekkiej          | Hongkong · Lok Kwan Hoi | Korea Południowa · Lee Hak-beom | Indie · Dushyant Chauhan |
| Dwójka podwójna wagi lekkiej  | Japonia · Takahiro Suda · Hideki Omoto                                                                                               | Hongkong · Chow Kwong Wing · Tang Chiu Mang | Chiny · Dong Tianfeng · Kong Deming |
| Czwórka podwójna wagi lekkiej | Chiny · Yu Chenggang · Li Hui · Fan Junjie · Wang Tiexin                                                                             | Hongkong · Chow Kwong Wing · Tang Chiu Mang · Leung Chun Shek · Kwan Ki Cheong                                                                          | Indonezja · Ardi Isadi · Tanzil Hadid · Muhad Yakin · Ihram                                                                                                   |
| Kobiety                       | | | |
| Jedynka                       | Kim Ye-Ji | Lee Ka Man | Tạ Thanh Huyền |
| Dwójka podwójna               | Chiny · Duan Jingli · Lü Yang | Kazachstan · Mariya Vassilyeva · Svetlana Germanovich                                                                                                   | Tajlandia · Rojjana Raklao · Phuttharaksa Neegree |
| Czwórka podwójna              | Chiny · Wang Min · Shen Xiaoxing · Wang Yuwei · Zhang Xinyue                                                                         | Korea Południowa · Kim Seul-gi · Ma Se-rom · Jeon Seo-yeong · Kim A-rum                                                                                 | Wietnam · Lê Thị An · Phạm Thị Huế · Phạm Thị Thảo · Phạm Thị Hài                                                                                             |
| Dwójka bez sterniczki         | Chiny · Zhang Min · Miao Tian | Korea Południowa · Jeon Seo-yeong · Kim Seo-hee | Kazachstan · Yekaterina Artemyeva · Viktoriya Chepikova |
| Jedynka wagi lekkiej          | Korea Południowa · Ji Yoo-jin | Hongkong · Lee Ka Man | Iran · Soulmaz Abbasi |
| Dwójka podwójna wagi lekkiej  | Chiny · Zhang Huan · Chen Le | Japonia · Eri Wakai · Asumi Suehiro | Tajlandia · Rojjana Raklao · Phuttharaksa Neegree |
| Czwórka podwójna wagi lekkiej | Chiny · Guo Shuai · Pan Dandan · Chen Cuiming · Huang Wenyi                                                                          | Wietnam · Lê Thị An · Phạm Thị Huế · Phạm Thị Thảo · Phạm Thị Hài                                                                                       | Iran · Homeira Barzegar · Nazanin Malaei · Mahsa Javar · Soulmaz Abbasi                                                                                       |